# Dorint
Die Dorint Hotels Betriebs GmbH (ehemals: Neue Dorint GmbH) ist eine Hotelkette mit Sitz in Köln. Sie betreibt unter den Marken Dorint Hotels & Resorts, Essential by Dorint sowie Hommage Luxury Hotels Collection über 60 Hotels, überwiegend in Deutschland, daneben auch in Österreich und der Schweiz.

## Standorte

### Dorint
Mit Stand 2024 gibt es insgesamt 48 Dorint-Hotels (44 in Deutschland, 3 in der Schweiz sowie 1 in Österreich) und zudem sechs Häuser der Marke Essential by Dorint (4 in Deutschland, 2 in der Schweiz). Die Hotels mit 3 bis 5 Sternen teilen sich auf in Resorts (Ferienhotels) und in Business-Hotels und beschäftigen rund 4500 Mitarbeiter.
Im Juni 2015 eröffnete das Dorint Airport-Hotel Stuttgart und im Juni 2016 das Dorint Hotel Frankfurt/Oberursel, im Dezember 2017 das Dorint Parkhotel Meißen und im Januar 2018 das Dorint Kongresshotel Chemnitz und das Dorint Herrenkrug Parkhotel Magdeburg sowie im April 2018 das Dorint Seehotel Binz-Therme Binz/Rügen. Im Oktober 2018 wurde das Dorint Resort Baltic Hills Usedom und im Dezember 2018 das Dorint Hotel in Düren im Bismarckviertel eröffnet. Im Mai 2019 eröffnete Dorint in Bremen-Vahr mit dem Essential by Dorint das erste Hotel dieser neuen, zusätzlichen Dorint Marke, sowie im Juni 2019 das Dorint City-Hotel Bremen, Dorint Hotel Leipzig und Dorint Hotel Würzburg. Seit Juli 2019 betreibt die Dorint GmbH das Dorint Marc Aurel Resort Bad Gögging. Im November 2020 übernahm Dorint von Accor das bisherige Sofitel am Kurfürstendamm in Berlin.
2024 soll ein neuer Dorint-Standort in Locarno eröffnet, 2026 das ehemalige Hotel Schloss Lerbach als Dorint Schloss Lerbach Bergisch Gladbach wiedereröffnet werden.

### Hommage Luxury Collection
Unter der Marke Hommage Luxury Collection Hotels betreibt Dorint zudem insgesamt sechs Häuser im Luxussegment – fünf davon in Deutschland, eines in Österreich.

## Entwicklung
1959 gründete Werner Dornieden in Mönchengladbach ein Hotel als „Musterhaus für Hotel-Innenarchitektur“ unter der Marke „Dorint“ (als Kurzform für DORnieden INTernational). Dieses Haus – inzwischen „Parkhotel Mönchengladbach“ – wird seit Februar 2021 nicht mehr von Dorint betrieben. Ab Ende der 1960er Jahre expandierte die Dorint AG, 1981 wurde ein erstes Haus im Ausland eröffnet. Die Dorint-Hotels bedienten das obere Marktsegment und waren mit vier oder fünf Sternen ausgezeichnet. Sie befanden sich in neugebauten hochwertigen Immobilien, zum Beispiel in Mainz in einem von Hochtief entwickelten und errichteten Großobjekt oberhalb der Stadt mit historischen Kasematten, die als Restaurant dienten.

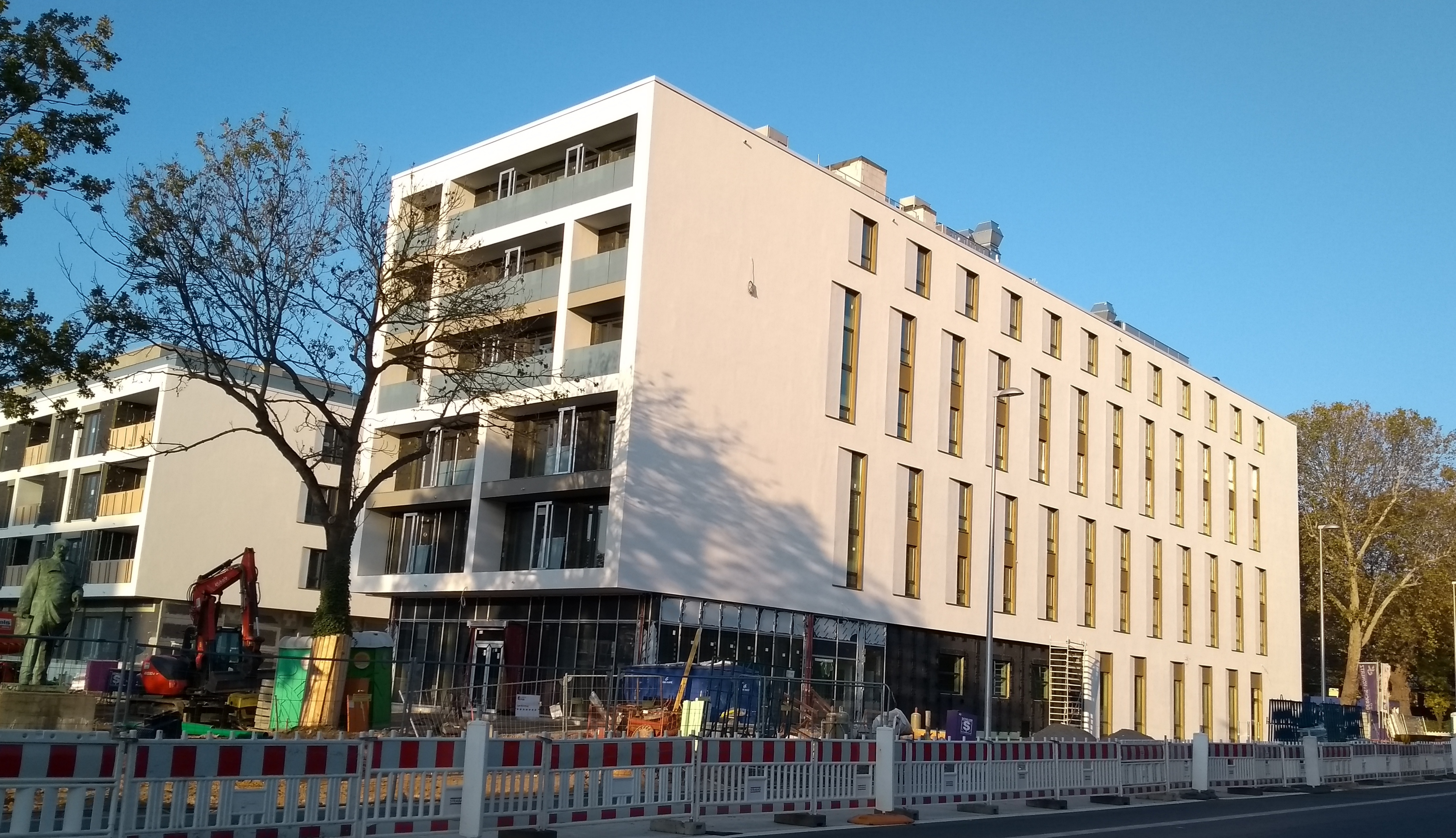
Dorint Hotel in Düren kurz vor der Fertigstellung.

Ende der 1990er Jahre geriet die Dorint-Gruppe in einem für die Hotellerie insgesamt schwierigen Umfeld in die Krise. Nach Darstellungen in der Presse war die gleichzeitige Funktion des Fondsinitiators Herbert Ebertz als Immobilienentwickler und Finanzierer der Immobilien einerseits und Hauptaktionär der Dorint AG als Betreiberin der Häuser andererseits ein Grund für die Krise.
Nachdem sich 2002 die französische Accor-Gruppe beteiligt hatte, erfolgte Anfang 2007 die Aufteilung der Häuser zwischen Accor (52 Hotels) und der zuvor gegründeten Neue Dorint GmbH (damals 40 Häuser).
Anfang des neuen Jahrtausends wurde in Andratx auf Mallorca das Dorint Hotel Camp de Mar mit 5-Sterne-Standard eröffnet. Dieses wurde jedoch im Jahr 2015 an die Steigenberger-Gruppe verkauft.
Alleinige Gesellschafterin der neuen GmbH ist die HONESTIS AG mit Sitz in Köln, die von Dirk Iserlohe (Vorstand) geführt wird. Seit Ende 2007 sind die ehemaligen Mitgesellschafter der bisherigen Initiatorengesellschaft, Karl Bartel und der 2013 verstorbene Herbert Ebertz, nicht mehr aktiv im Geschäft tätig und nicht mehr in die zum 1. Januar 2008 neu gegründete Unternehmensholding eingetreten.
2017 benannte sich die Neue Dorint GmbH in Dorint GmbH um.